# Girardinichthys multiradiatus
Girardinichthys multiradiatus é uma espécie de peixe da família Goodeidae.
É endémica do México.